# Visibaba
Visibaba (em cirílico: Висибаба) é uma vila da Sérvia localizada no município de Požega, pertencente ao distrito de Zlatibor, na região de Stari Vlah. A sua população era de 1191 habitantes segundo o censo de 2011.

## Demografia
| 1948 | 1953 | 1961 | 1971 | 1981 | 1991 | 2002 | 2011 |
| ---- | ---- | ---- | ---- | ---- | ---- | ---- | ---- |
| 1031 | 1085 | 1201 | 1072 | 1224 | 1215 | 1232 | 1191 |